# Mardzsanisvili Színház

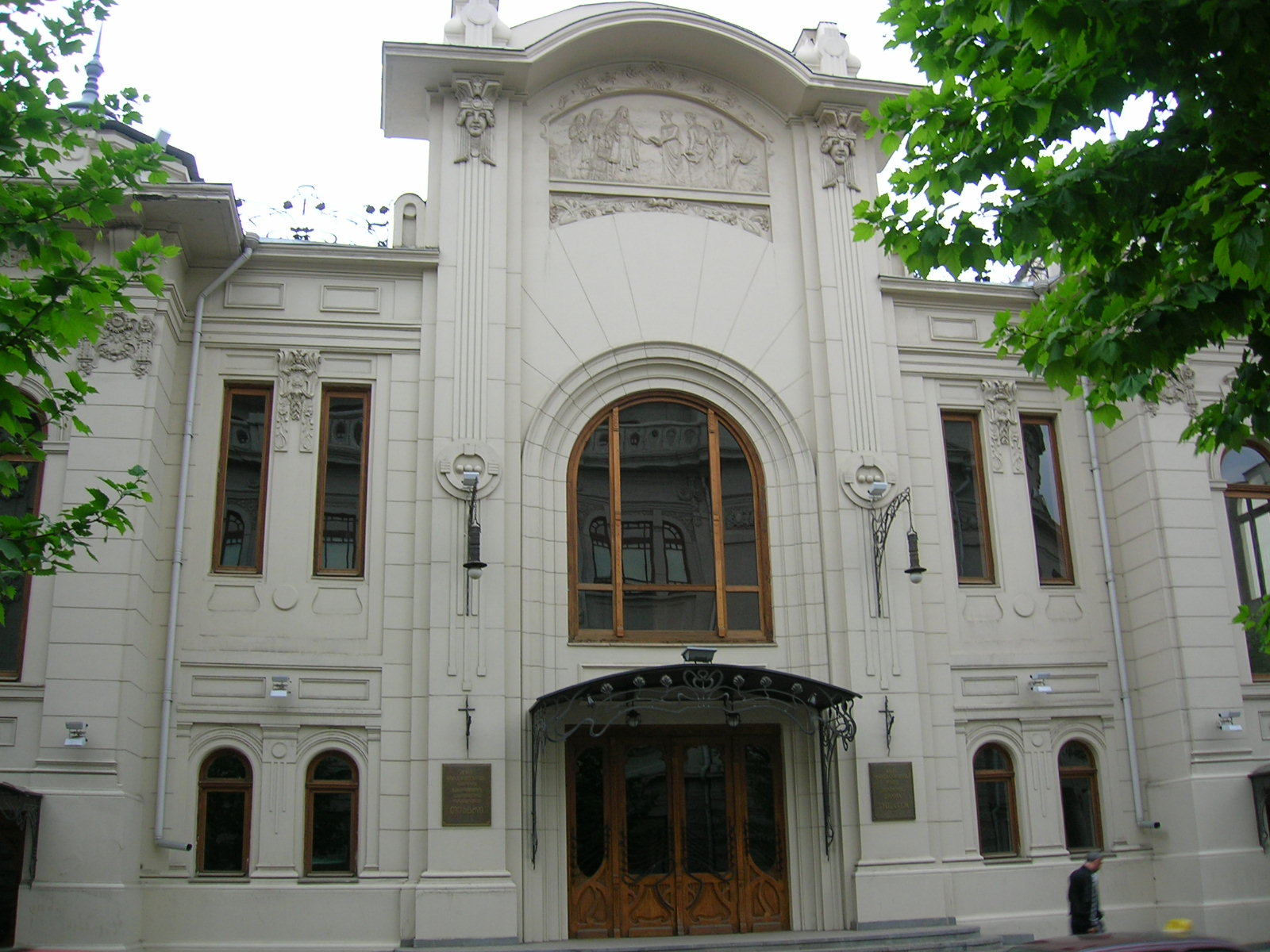
A Mardzsanisvili Színház épülete 2006-ban.

A színház épülete esti fényben

Hivatalos nevén Kote Mardzsanisvili Állami Akadémiai Drámai Színház (grúzul:  კოტე მარჯანიშვილის სახელობის სახელმწიფო აკადემიური დრამატული თეატრიa), a közbeszédben Mardzsanisvili Színház, grúz művészszínház, amely nevét Kote Mardzsanisvili rendezőről kapta és Tbilisziben a Kote Mardzsanisvili utca 8. szám alatt található. 

## Rövid leírása
A Kote Mardzsanisvili Állami Akadémiai Drámai Színházat először a Második Állami Drámai Színház néven  1928-ban nyitották meg Kutaisziben, majd a színház 1930-ban Tiflisbe költözött, és a Zubalasvili Népszínház épületében kapott helyet.
Alapítója Kote Mardzsanisvili rendező volt, akit Oroszországból hívtak haza a grúz színházi élet megreformálására. Kote Mardzsanisvilivel együtt színész tanítványai lettek a színház szervezői: Veriko Andzsaparidze, Tamara Csavcsavadze, Usangi Cseidze, Szalva Gambasidze, Dodo Antadze, Alexander Zorzsoliani.
Mardzsanisvili 1933-as halála után a színházat róla nevezték el. 1949-től 1952-ig és 1963-tól 1964-ig a színházat Arcsil Csartisvili, 1957-1960-ban pedig Veriko Andzsaparidze vezette.
1958-ban a színház társulata megkapta a Munka Vörös Zászló Érdemrendet. A színház 1966-ban akadémikusi címet kapott.
A megújult és felújított Mardzsanisvili Színház 2006. szeptember 17–én nyílt meg újra Bertolt Brecht "Koldusopera" című darabjával, amelyet Gizo Dzsordania rendezett.

## Az épület

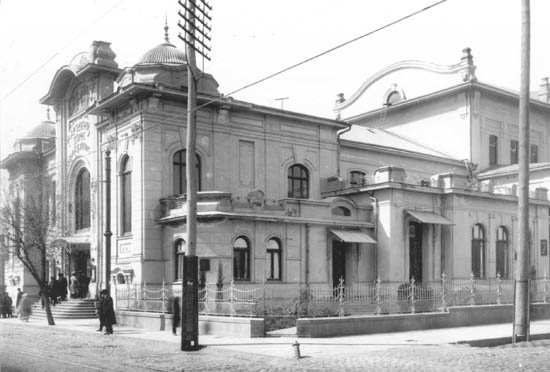
Mardzsanisvili Színház épülete, 20. század elején

Az eredetileg Népszínháznak készült épületet  Konstantine Zubalasvili grúz vállalkozó megrendelésére 1907-ben építették S.. A. Kricsinszkij szentpétervári építész irányításával. Az épület a szecesszió stílus szép példája: széles, rizalitos oromfalal, faragott élekkel. A pilasztereken szimbolikus figurális domborművek láthatók faragott növényi díszt és női fejet ábrázolnak. A faragott keretű nyílásokhoz speciális díszlécek tartoznak. A színpad vonalvezetésének hullámos kivitele és a mellvéd vasrácsának kompozíciójába beépített nyitott rózsa képe is mind ezt a stílus erősíti.

### Műszaki adatok
Soffit – 7 db, rúd – 23 db, spotlámpa – 180 db.
A színpad méretei:
- Magasság – 14 m;
- Hosszúság – 24 m;
- Szélesség – 14 m;
- Színpadi tükör – 10,5 m;
- 3 zenekari árok .

## Színtársulata
- Művészeti vezető: Levan Csuladze;
- Rendezők: Gizo Dzsordania, Temur Cseidze, Levan Csuladze, Dimitri Hvtisiasvili, Cicino Kobiasvili;
- Koreográfus: Gia Margania; *
- Ismert színművészek a korábbi időkből: Otar Megvinetuhuceszi, Szofiko Csiaureli, Szeszilia Takaisvili, Givi Berikasvili, Guranda Gabunia, Tamar Sirtladze, Tengiz Arcsvadze;
- Zeneszerzők: Vahtang Kahidze, Nika Macsaidze, Rezo Kiknadze;
- Színművészek: Avtandil Mikadze, Akaki Mesablisvili, Aleko Maharoblisvili, Alexi Getsadze, Amiran Buadze, Barbare Dvalisvili, Beso Baratasvili, Beka Goderdzisvili, Gia Burjanadze, Givi Csuguasvili, Gocsa Kapanadze, Guram Dzsasi, Datomitrivalka Mzsavanadze, Eka Nizsaradze, Vazsa Gelasvili, Varlam Korszia, Vaszil Dzocenidze, Vahtang Tandilasvili, Zaza Jakasvili, Zviad Sirtladze, Zurab Berikasvili, Zurab Sturua, Zura Kipsidze, Kamar Buhnikasvili, Temur Sirt Killadze, Tamar Buhnikasvili, Temur Sirt Killadze, Tengiz Arcsvadze, Tengiz Papidze, Ia Sugliasvili, Ivane Osadze, Ioseb Gogicaisvili, Irakli Csolokasvili, Irma Berianidze, Kote Toloraia, Leo Antadze, Lika Kobuladze, Lile Filpani, Maia Kacitadze, Maia Tatisvili,, Nako Egutiakova, Manana Egutiakova Kvinidze, Nata Murvanidze, Nika Tavadze, Nino Gacsecsiladze, Nino Gelasvili, Nino Dumbadze, Nino Tandilasvili, Nino Koberidze, Nino Cseidze, Nodar Mgaloblisvili, Onise Oniani, Roland Okropiridze, Sultan Kvitaisvili, Ketevan Kiknadze, Gegesite, Ketevan Kiknadze, Keti Cseidze, Cicino Kobiasvili;
- 1922-ben a már általánosan elismert grúz rendező, Kote Marjanishvili visszatért Oroszországba, és a Grúz Állami Színház (a mai Rusztaveli Színház) élére állt, ahol Sandro Akhmetelivel együtt jelentős repertoárt hozott létre.Színházi jelmeztervezők: Ana Kalatozisvili, Smagi Savaneli.

## Története
Kote Mardzsanisvili 1928-ban tehetséges fiatal színészeket, művészeket, zeneszerzőket és fiatal rendezőket gyűjtött össze, és Kutaisziban, a színházi hagyományokban gazdag városban létrehozta  a Grúz Állami Színházat. Ezt a színházat Kutaiszi-Batumi Színháznak is nevezték, mivel Batumiban is rendszeresen bemutatta előadásait. Batumiban tartották Polikarpe Kakabadze Kvarkvare Tutaberi című művének ősbemutatóját is.
Az első évadban Ernst Toller "Hoppla, élünk!", Bernard Shaw "Szent Johanna", Lope de Vega "A juhok tavasza", Szalva Dadiani "A dió a szívben", Vsevolod Kirshon "The Railway Is Humming", Karl Gutzkow "Uriel Acosta" című előadások voltak repertoáron. Az előkészítő időszak annyira feszült és terhelt volt, hogy Usangi Cseidze a harci kiképzéshez hasonlította. A premier sikeres volt – a tbiliszi közönség nemcsak a premierek miatt utazott Kutaisziba, hanem rendszeresen az előadásokra is.
Anatolij Lunacsarszkij, a Szovjetunió első oktatási minisztere a legnagyobb elismerésben részesítette a színházat, "a korszak szimbólumának" nevezve, és hozzátette, hogy "Mardzsanisvili visszaadta zsenialitását hazájába". Külön dicséretben részesült Karl Gutskov „Uriel Acosta” című darabja (rendező: Kote Mardzsanisvili), Veriko Andzsaparidze, Ivditi szerepében és Usang Cseidze, Uriel alakítása is kiemelt figyelmet kapott.
1930-ban a színház először járt Harkovban (Ukrajna akkori fővárosában) és Moszkvában . Turnéra vitték a "Hoppla, élünk!", "Hogyan", "Uriel Acosta", "Dió a szívben", "Fehérek", "Kátya", "A juhok tavasza" című darabokat, (ezt utóbbit csak Moszkvában adták elő) és Tamar Vahvahisvili „Tűz” című művét.
Az első években a társulat a következő színészekből állt: Maro Abramisvili, Veriko Andzsaparidze, Babo Gamrekeli, Meri Davitasvili, Elene és Irine Donaurebi, Aneta Donzsaneli, Tilia Csucsunava, Hatuna Csicsinadze, Ivlita Dzsordzsadze, majd később – Taso Abasidze és Elisabed Cserkezisvili, Kapija Abesadze, Ciciko Begalisvili, Miheil Beriasvili, Kukuri Gogiasvili, Sakro Gomelauri, Niko Gociridze, Vaso Godziasvili, Szergo Zakariadze, Akaki Kvantaliani, Pierre Kobahidze, Grigol Kostava, Alexander Dzsakoli, Szaravili, Miheil Alexander Siharulidze, Miheil Sultanisvili, Szalva Gambasidze, Vladimir Csomahidze, Usangi Cseidze, Dude Dzeladze, Sergo Cselidze, Pavle Dzalagonia, Szalva Dzsaparidze, később – Alexander Imedasvili és Juza Zardalisvili. További művészek a korabeli társulatból: David Kakabadze, Elene Ahvlegyiani, Lado Gudiasvili, Jevgenyij Lanceret, Joszef Csarlemagne,  Mardzsanisvili felfedezője – Petre Ocheli; Zeneszerzők: Kote Megvinetuhuceszi, Szalva Msvelidze, Andria Balancsivadze, Tamar Vahvahisvili, koreográfus – David Macsavariani.
Az „Uriel Acosta” Kote Mardzsanisvili egyik legjobb rendezése volt, amely több évadon át műsoron volt, és többször is újjáéledt az újabb színészgeneráció közreműködésével. Az első szereposztásban a fellépők: Usang Cseidze – Uriel, Veriko Andzsaparidze – Ivditi, Szalva Gambasidze – De Silva, Aleksandre Zsorzsoliani – Ben Akiba szerepeiben – a grúz színészet legendái lettek.
Harkov és Moszkva után a színház turnézott Tbilisziben. Ezt követően egy 1930-as kormányrendelet értelmében a Második Grúz Állami Színházat Tbiliszibe helyezték át Kote Marjdzsanisvili irányítása alatt lévő Második Grúz Állami Drámai Színház néven, és a Zubalasvili Népszínház épületét kapta meg, ahol a színház jelenleg is található.
Kote Marjdzsanisvili összesen öt évadot dolgozott színházában, és 26 előadást rendezett. Fiatal rendezők Dodo Antadze, Vahtang Abasidze, Grigol Suliasvili, Niko Godziasvili és Sergo Cselidze dolgoztak vele. A következő években más rendezők is dolgoztak a színházban, köztük Vaso Kusitasvili , aki korábban "Monsieur Cuchita" néven vett részt a francia színházi életben. Firmin Gémieux meghívására dolgozott az "Antoine" Színházban, majd Charles Duval francia színésszel együtt létrehozta az új színházat, az "Atelier"-t. Az általa színpadra állított darabok közül kiemelendőek: Ilja Csavcsavadze "Ember-ember?!", Usang Cseidze "Giorgi Szakadze", A. Samsonadze "Bagration", Mihail Lermontov "Masquerade", Friedrich Schiller "Stuart Mária", Miheil Mrevlisvili "Lavina" c. előadások.
Mardzsanisvili 1933-as halála után legközelebbi tanítványai vették át a színház vezetését: Usang Cseidze – művészeti vezető, Szalva Gambasidze, Veriko Andzsaparidze – lettek az igazgatótanács tagjai; Dodo Antadze – igazgató; David Kakabadze – művészeti vezető mellett.
A színházban 78 éven át maguk a színészek is – Vaso Godziasvili, Szalva Gambasidze, Akaki Kvantaliani, Veriko Andzsaparidze, Szofiko Csiaureli – rendeztek előadásokat. Például. Az Old Vaudeville-t Vaso Godziasvili rendezte, és ő maga játszotta a főszerepet is.

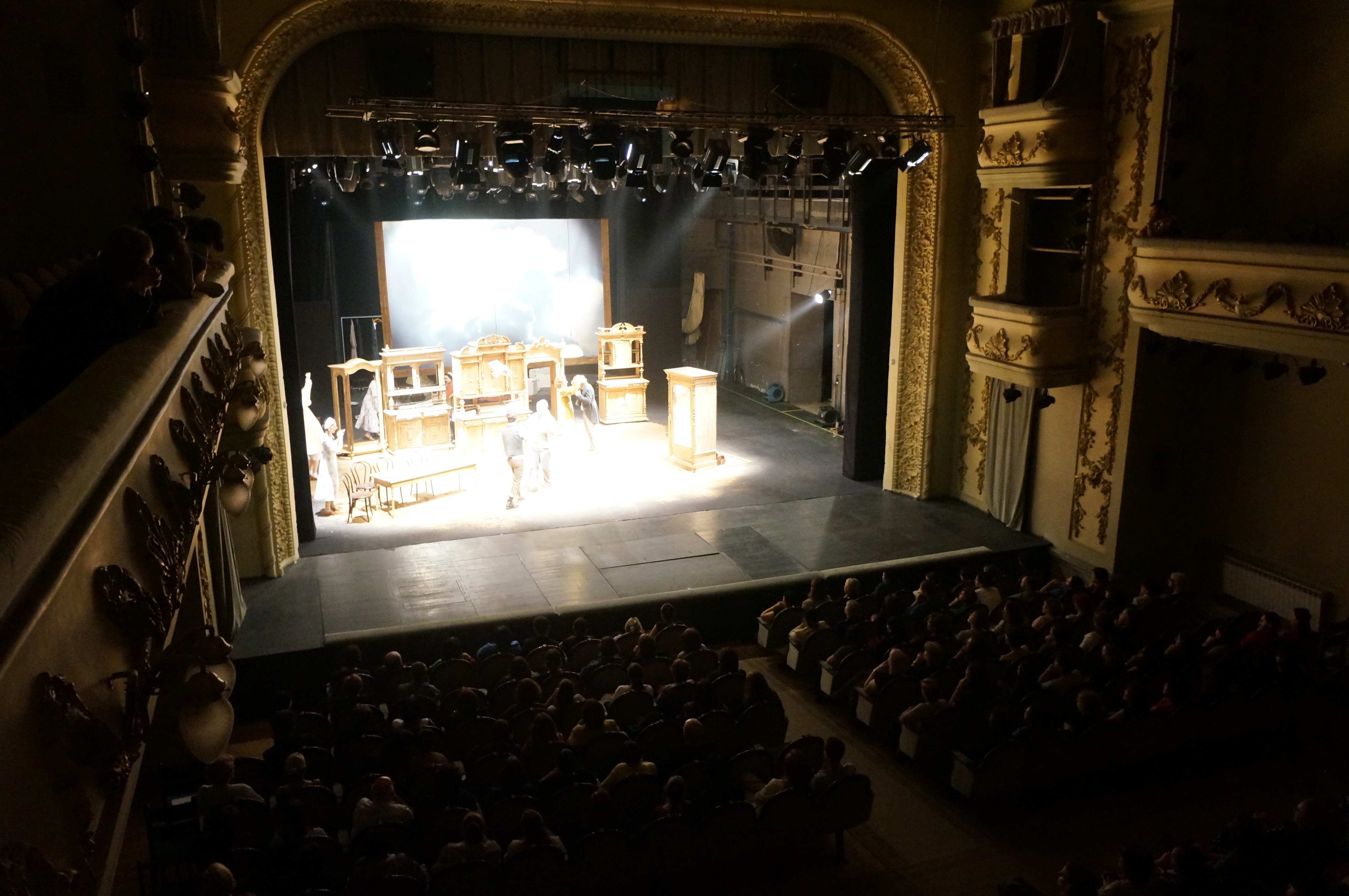
Előadás a Mardzsanisvili Színház nagyszínpadán. 2016-ban
Fotó: Zviad Avaliani

Nevezetes előadások: Polikarpe Kakabadze „A Háromurni házassága” (Szalva Gambashdze rendezésében),Szereplői: Gvirisztine – Cecilia Takaisvili, Lomkaca – Grigol Kostava, Irine – Aneta Donzsaneli, Hahuli – Akaki Kvantaliani és Haritoni Savgulidze; Lavrenti Ardaziani "Solomon Iszakics Mejganuasvili" című előadása (forgatókönyvíró és rendező: Vahtang Tabliasvili, ); Alexandre Dumas „Kaméliás hölgy” Veriko Anzsaparidze főszereplésével (rendező: Borisz Gamrekeli), Kita Buacsidze „Szigorú lányok” című vérbő vígjátéka (rendező: Borisz Gamrekeli), illetve  a„Van egy rossz kutya az udvaron” című darab (rendező: Gogi Todadze).
1941-ben Vaso Godziasvili felelevenítette Lope de Vega „A juhok tavasza” című művét, amelyet Kote Mardzsanisvili állított korábban színpadra. Ugyanebben az évadban, 1942-ben Vaso Kusitasvili színre vitte Avksenti Csagareli „Hanumáját”. Hanuma szerepét Elizabet Cserkezisvili játszotta.
A második világháború éveiben a színházban hazafias, hősi darabokat mutattak be: Levan Gotua "Erekle királya" (rendező: Vahtang Tabliasvili), Vaso Godziasvili játszotta Erekle király szerepét; Giorgi Mdikani „Partizánok” c. darabja (rendező: Vaso Kushitashvili), Konstantine Szimonov "Melódia" (rendező: Vaso Kusitasvili), Miheil Dzsaparidze „Az öregember lánya” (rendező: Szalva Gambasidze), A. Samsonadze „Bagratyion” (rendező: Vaso Kusitasvili), Szergo Zakariadze kiváló volt Bagratyion szerepében, Giorgi Savgulidze pedig nagydíjat nyert, Levan Gotua „A legyőzhetetlen” című előadás főszerepében. (Rendező: Vahtang Tabliasvili).
Figyelemre méltó a Mardzsanisvili Színház Shakespeare dramaturgiája. A színház sikeresen bemutatta az "Othello"-t (r. Kote Mardzsanisvili, 1932), „A Makrancos Katát” (r. Szalva Gambasidze, 1944), „Rómeó és Júliát” (Vahtang Tabliasvili, 1949), „Szentivánéji álom” (r. Ramaz Csiaurelim, 1950),, „III. Richárd” (rendező: Vaso Kusitasvili, 1957), „Sok hűhó semmiért” (rendező Lili Joszeliani, 1963), „Macbeth” (irodalmi kompozíció, koncertelőadással, színpadra alkalmazta: Dodo Aleksidze), „Othello” (színre rendezte: Temur Cseidze, 1982), „Antonius és Cleopatra” (rendezte: Hilary Wood angol rendező, 1991).
- Az első alkalommal televíziós előadás volt, másodszor az orosz színpadon, a Moszkvai Művészeti Színházban, harmadszor pedig Marjanishviliben. Kote Mardzsanisvili "Othello" című művében Othellót Szalva Gambasidze, Jagót Usang Cseidze, Desdemonát Veriko Andzsaparidze, Emiliát Tamar Csavcsavadze alakította.
- A Temur Cseidze által rendezett darabban Othellót Otar Megvinetuhuceszi, Jagót Nodar Mgaloblisvili, Desdemonát Marina Dzsanasia, Emiliát pedig Guranda Gabunia játssza.

1995-ben a grúz Shakespeare-repertoárhoz hozzáadódott a Mardzsanishvili Színház "Lear király", című előadása, amelyet az akkor a fiatal David Doiasvili vitt színre. A Lear királyt Otar Megvinetuhuceszi játszotta.
1968-ban a Mardzsanisvili Színház színpadán mutatták be a színház egyik kiemelkedő előadását, az "Old Vaudevilles"-t, amelyben Vaso Godziasvili játszotta a főszerepet. A színház a hetvenes évek első feléig megőrizte egyfajta hagyományos stílusát, bár a hetvenes évek közepétől a Mardzsanisvili Színházban más időszak kezdődött, köszönhetően az új rendezői és színészi csoportnak:
Giga Lortkipanidze és színészcsapata új előadásokkal tért vissza Rusztavi városából. A Giga Lortkipanidze által a Mardzsanisvili Színház színpadán bemutatott előadások közül kiemelendőek a következők: Carlo Goldoni „Mirandolina” című műve, amelyben Mirandolina – Veriko Andzsaparidze és Ripafratta lovag – Szergo Zakariadze duettetje kiemelkedett. További jelentős előadás volt még Nodar Dumbadze „Én, nagymama, Iliko és Ilarion”, illetve a „Látom a napot” című darabok., 1975 után.jelentős előadások voltak Szophoklész "Oidipusz király", Moretti "Az élő portré", Gogol "A köpeny" és más darabok. Giga Lortkipanidze nevéhez fűződik  Nodar Dumbadze műveinek a grúz színpadon való meghonosítása  így az „Én, nagymama, Iliko és Illarion” című darab, A nagymamát – Cecilia Takaisvili és Zurikelát – Leo Antadzi alakította emlékezetesen
Az 1970-es években Temur Cseidze csatlakozott a színházi csapathoz, egy teljesen új és más színházi stílussal. Temur Cseidze 1976-ban állította színpadra első rendezését, Henrik Ibsen „Kísértetek.” című színművét, amelyben a főszerepeket Veriko Andzsaparidze, Akaki Vasadze, Nodar Mgaloblisvili, Szofiko Csiaureli és Givi Berikasvili játszották. Ezután Temur Cseidzét nevezték ki a színház művészeti vezetőjének. 10 évig többször megrendete Leo Kiacseli Haki Adzbáját, Miheil Dzsavaisvili Jako idegenei című darabját. Az első alkalommal televíziós előadás volt, másodszor  orosz színpadon, a Moszkvai Művészeti Színházban, harmadszor pedig Mardzsanisviliben rendezte meg.
Giga Lortkipanidze és Temur Cseidze rendezései mellett a színház repertoárján ezekben az években Medea Kucsuhidze és Gogi Todadze által rendezett produkciók is szerepeltek.
Medea Kucsukhidze első rendezése 1965-ben a Mardzsanisvili Színházban Karel Čapek „Anya” című műve volt. Ezt megelőzően a Szuhumi és a Sankultura Színházban dolgozott. A grúz színház számára Lali Roseba drámaírót fedezte fel, akinek három darabja került színre: Ősbemutatók voltak a „Vidéki történet”, a  „Szerelem napja” és „A ház angyalai” című darabok. Közülük a "Vidéki történet" érte el a legnagyobb sikert. Ezek az előadások sokáig repertoáron voltak. Öt színész vett részt a „Vidékii történetben” – Otar Megvinetuhuceszi, Kote Maharadze , Guranda Gabunia, Nani Csikvinidze és Gizo Siharulidze.
A színház főszereplői, vezető színészei az 1960-as és 1990-es években: Otar Megvinetuhutceszi, Nodar Mgaloblisvili, Szofiko Csiaureli, Medea Dzsaparidze, Elene Kipsidze, Japob Tripolszki, Irakli Ucsaneisvili, Kote Maharavadze, A. Guviardzsi, Leo Antadze , Gizo Siharulidze , Ketevan Kiknadze, Nani Csikvinidze, Givi Csuguasvili, Rezo Csikvisvili és mások.
Az 1989-es események után a nemzeti önrendelkezés hulláma söpört végig Grúzián. Ebben az időben a színház művészeti vezetőjének, Akaki Bakradzenak a javaslatára egy fiatal rendező, Davit Andguladze állítja színpadra Grigol Robakidze, Grúziában nemrégiben kitiltott író „A Grál őrzője” című művét.